# 才俊學校
才俊學校（英語：Choi Jun School）是香港的一所特殊學校，位於新界沙田大圍顯泰街2號。

## 歷史
1977年，該學校以「蔡準學校」作為學校名稱創立，本校的辦學團體由慈雲山街坊福利會創辦，其校址位於慈雲山邨第1-3座（後劃入慈安邨）側、與保良第四小學相連的原浸信會培愛小學（1982年遷校並改名為浸信會呂明才小學）「火柴盒」校舍內，並與明愛樂群學校共用校舍。
1993年，為配合慈安邨重建，本校從慈雲山遷往大圍的新校舍，其學校名稱將「蔡準學校」更名為「才俊學校」。

## 教育信念
照顧不同學習需要的學生，信任每個人皆有深不可測的潛能，尊重每個人應享有平等的學習機會；持續發展多元化課程，透過生涯規劃全方位裝備學生多元發展，樂觀面對未來的變遷與挑戰；積極鼓勵園內師生追求卓越，竭力營造欣賞、包容及關愛校園，同行共建和諧共融社區，貢獻自己，發揮所長，憑感恩活在當下。

## 學校管理
學校由法團校董會管理，共設有12名校董，包括6名辦學團體校董、2名家長校董、2名教員校董、1名獨立校董和校長。

## 特別支援
學校特別設有以下職員，為學生提供特別的支援和輔導服務：
- 資源教師

統籌智障兒童的教育工作
- 言語治療師

教導學生說話時正確發音的技巧、語言理解能力和語言表達能力
- 社會工作員

為學生及家長提供輔導，協助他們解決學生的個人問題或家庭間的困難
- 駐校護士

為身體不適或受傷的學生提供即時及跟進之護理
推行基層健康教育，倡導正確之健康知識與態度。

## 校友
- 黎惠玲：2000 年澳洲悉尼傷殘人士奧運會乒乓球女單 (TT11組別) 金牌得主[3]
- 黃家汶：2012 年英國倫敦傷殘人士奧運會乒乓球女單 (TT11組別) 金牌得主及 2018 年印尼雅加達傷殘人士亞運會乒乓女團 (TT11組別) 金牌得主[4]
- 鄧韋樂：2016 年巴西里約熱內盧傷殘人士奧運會 200 米自由泳 (S14組別) 金牌得主及 2018 年印尼雅加達傷殘人士亞運會 200 米自由泳 (S14組別) 金牌得主[4]
- 許家俊：2018 年印尼雅加達傷殘人士亞運會 100 米背泳 (S14組別) 金牌得主

## 外部連結
- 才俊學校官方網站 （页面存档备份，存于）
- 《特殊學校概覽》(網上版) - 才俊學校 （页面存档备份，存于）
- 才俊學校課程設計